# A.C. Petacciato
Associazione Calcio Petacciato  là một câu lạc bộ bóng đá Ý đến từ Petacciato, Molise. Màu sắc của nó là vàng và đen. Trong mùa giải 2006/07, đội bóng đã giành được kỷ lục về thành tích tệ nhất trong một giải vô địch bóng đá quốc gia: thực tế nó đã giành được vị trí thứ 18 tại Serie D với 5 điểm và không có chiến thắng.